# Stéphane Drouet
Pour les articles homonymes, voir Drouet.
Stéphane Drouet, né le 17 janvier 1978  à Villefranche-sur-Saône, est un illustrateur, producteur et scénariste pour la télévision et le cinéma.

## Filmographie

### Production pour la télévision
- Visitors, série télévisée (2022)
- La Flamme, série télévisée (2021)
- Cherif, série télévisée avec Abdelhafid Metalsi (2012)
- La Chanson du dimanche, série télévisée (2011)
- Putain de série, série télévisée (2008)

### Scénarios pour la télévision
- Empreintes criminelles (2010)
- Meurtres à Rouen, téléfilm (2014)